# Миронов, Анатолий Иванович
Анато́лий Ива́нович Миро́нов (род. 24 сентября 1927, дер. Сельцово, Иваново-Вознесенская губерния) — 1-й секретарь Вичугского горкома КПСС (1973—1983), 2-й секретарь Ивановского обкома КПСС (1984—1988); почётный гражданин города Вичуга.

## Биография
В 1941 году, окончив 6 классов школы, с началом Великой Отечественной войны стал работать в колхозе. В 1945—1951 гг. служил в Советской армии (батальон боевого обеспечения Горьковской школы старших радиоспециалистов), избирался секретарём комсомольской организации. В этот период вступил в ВКП(б).
С 1951 г. — в Вичуге. Возглавлял городской совет ДОСААФ. 
В 1955 году избран первым секретарём Вичугского горкома ВЛКСМ. На 13-й и 14-й областных комсомольских конференциях (1956, 1958) избирался в состав областного комитета ВЛКСМ.
В 1955 году окончил 10 классов школы рабочей молодёжи при фабрике имени Ногина, в 1961 году — Ивановский текстильный институт (заочно). С 1960 г. работал на фабрике имени Ногина — помощником мастера в чесальном цехе, заместителем начальника прядильного производства (1962—1963), главным инженером. В 1963 г. избран секретарём парткома фабрики. С 1972 г. — директор фабрики.
В 1973—1983 гг. — первый секретарь Вичугского горкома КПСС. В этот период была завершена реконструкция текстильных предприятий, реконструирован машиностроительный завод; построены швейная фабрика, кондитерский цех хлебокомбината, нижний склад лесопункта; ежегодно сдавалось 400—500 квартир, ликвидировались казармы; строился водопровод и вторая очередь очистных сооружений; построены школа № 13, техникум, типография, гостиница, 3-я городская больница, клуб машиностроителей со спортивным залом, железнодорожный вокзал, автоматическая телефонная станция, химчистка, прачечная, базы автокомбината и пассажирского автопредприятия, спецавтохозяйства по уборке города. Были газифицированы жилые дома и промышленные предприятия города.
Избирался депутатом Верховного Совета РСФСР.
В 1984 году был избран вторым секретарём Ивановского областного комитета КПСС. Курировал работу промышленности, транспорта, связи, строительства, здравоохранения и управления внутренних дел. В 1988 г. вышел на пенсию, живёт в Вичуге. Избран членом президиума городского совета ветеранов.
В 2010 г. баллотировался в депутаты Совета городского округа Вичуги по единому избирательному округу от Вичугского городского отделения политической партии «Коммунистическая партия Российской Федерации» (под номером 6 в списке).

### Семья
Жена — Мария Ивановна (? — 1993), заместитель директора фабрики им. Ногина по экономическим вопросам, затем преподаватель Ивановского текстильного института. Дети:
- Виктор
  - внуки — Андрей, предприниматель; Мария, юрист.
- Дмитрий
  - внук — Михаил, экономист[1].

## Награды
- два ордена Трудового Красного Знамени[1]
- орден «Знак Почёта»[1]
- Медаль «За победу над Германией в Великой Отечественной войне 1941—1945 гг.»
- медали
- почётный гражданин города Вичуга (1997).